# خربوط
خَرْبُوط (بالتركية: Harput) (بالأرمنية: Խարբերդ) هي مدينة قديمة تقع في ولاية معمورة العزيز بتركيا. وهي تشكل الآن منطقة صغيرة من مدينة معمورة العزيز. وفي أواخر الفترة العثمانية، وقعت تحت ولاية معمورة العزيز (المعروفة أيضًا باسم ولاية خربوط). عُثر على قطع أثرية تعود إلى نحو عام 2000 قبل الميلاد في المنطقة. وتشتهر المدينة بقلعة خربوط، وفيها متحف ومساجد قديمة وكنيسة وكهف بوزلوك (الجليد). تبعد خربوط عن مدينة إسطنبول بنحو 1100 كم. 

## جغرافيا
تقع خربوط على قمة تل فوق سهل غني وخصب تنتشر فيه القرى تاريخياً، نحو 14 كيلومتراً عن الضفة اليسرى لنهر مراد․ وإلى الجنوب الشرقي تقع بحيرة هزار (المعروفة سابقًا باسم كولجوك باللغة التركية وتْسُوفْك باللغة الأرمنية)، وهي منبع نهر دجلة . 